# Plein 5
Plein 5 was een radioprogramma van de NCRV / KRO-NCRV. Het werd tot 30 december 2015 op weekdagen uitgezonden van 14 tot 16 uur op NPO Radio 5.
Plein 5 was een muziekprogramma, met muziek uit de jaren 50, 60 en 70 en werd gepresenteerd door Hijlco Span. Het programma kende, afgezien van de nostalgische muziek, vaste programma-onderdelen met onder andere het Cryptospan, een omgekeerde cryptogram-puzzel, waaraan luisteraars live in de uitzending telefonisch deelnamen. Ook kwamen nieuwsflitsen en berichten uit de regio aan de orde.